# Ralphi Rosario
Ralphi Rosario is een dj in de house-muziekscene. Hij werd in eerste instantie bekend als lid van de beroemde HotMix5; een groep radio-dj's die in Chicago aan de wieg heeft gestaan van de opkomst van House.
Op het lokale radiostation WBMX was vanaf 1981 een groep dj's actief (van wisselende samenstelling) die, geïnspireerd door muziek uit de warehouse club waar dj Frankie Knuckles draaide, muziek mixten met een samensmelting van oude disco, funk, synthesizermuziek en speeches van onder anderen Martin Luther King. Deze mixprogramma's (de fridaynight jams en de saturday night live aint no jive chicago dance party) werden op hun hoogtepunt door ruim 1,5 miljoen mensen beluisterd.
Van dit succes hebben een aantal van deze dj's handig gebruikgemaakt met het uitbrengen van hun eigen housetracks en/of mixen op vinyl. De bekendste uit dit rijtje dj's is Farley 'jackmaster' Funk geworden, maar ook Ralphi Rosario heeft in ieder geval één track op zijn naam staan die bekend geworden is in het internationale House circuit: you used to hold me. Deze track werd later nog enkele malen hergebruikt. In 1993 gebruikte de Italiaanse danceact Cappella (danceact) een sample uit het nummer voor zijn hit U got 2 know. In 2000 werd er door Scott and Leon een 2-stepversie van gemaakt. Hij is in 1996 ook betrokken bij The Family Presents A Tony Humphries Project, samen met dj Tony Humphries, waarmee ze de single Feel The Light opnemen. In 2009 en 2012 maakt hij met Shawn Christopher de singles Everybody Shake It en Menergy. 
- International Standard Name Identifier: 0000 0000 0882 0688
- MusicBrainz: a09b5a31-1356-425a-8f23-213d59b0b440
- Nationale Bibliotheek van Tsjechië: xx0196990
- Virtual International Authority File: 222839